# Oktatio(8)cirkulén
A szócikk címe technikai okok miatt pontatlan. A helyes cím: Oktatio[8]cirkulén.
Az oktatio[8]cirkulén (angolul: sulflower, a sulfur, kén és a sunflower, napraforgó szavakból a hozzá való hasonlósága miatt) szerves vegyület, képlete (C2S)8, és vörös tűket vagy port alkot. Képlete (C2S)8, így szén-szulfidnak tekinthető. Síkalkatú, a 9 tagú homológgal együtt lokális gyűrűfeszültség-minimumon van.

## Előállítás és tulajdonságok
Az oktatio[8]cirkulént 2006-ban állította elő a Lomonoszov Egyetem egy Ferrario-reakcióhoz hasonló módszerrel kénorganikus vegyületekből a tetratiofén deprotonációján alapulva lítium-diizopropilamiddal dietil-éterben, melyet elemi kén reakciója követett egy napon át, majd vákuumos pirolízis 773 K-en 80% hozammal:

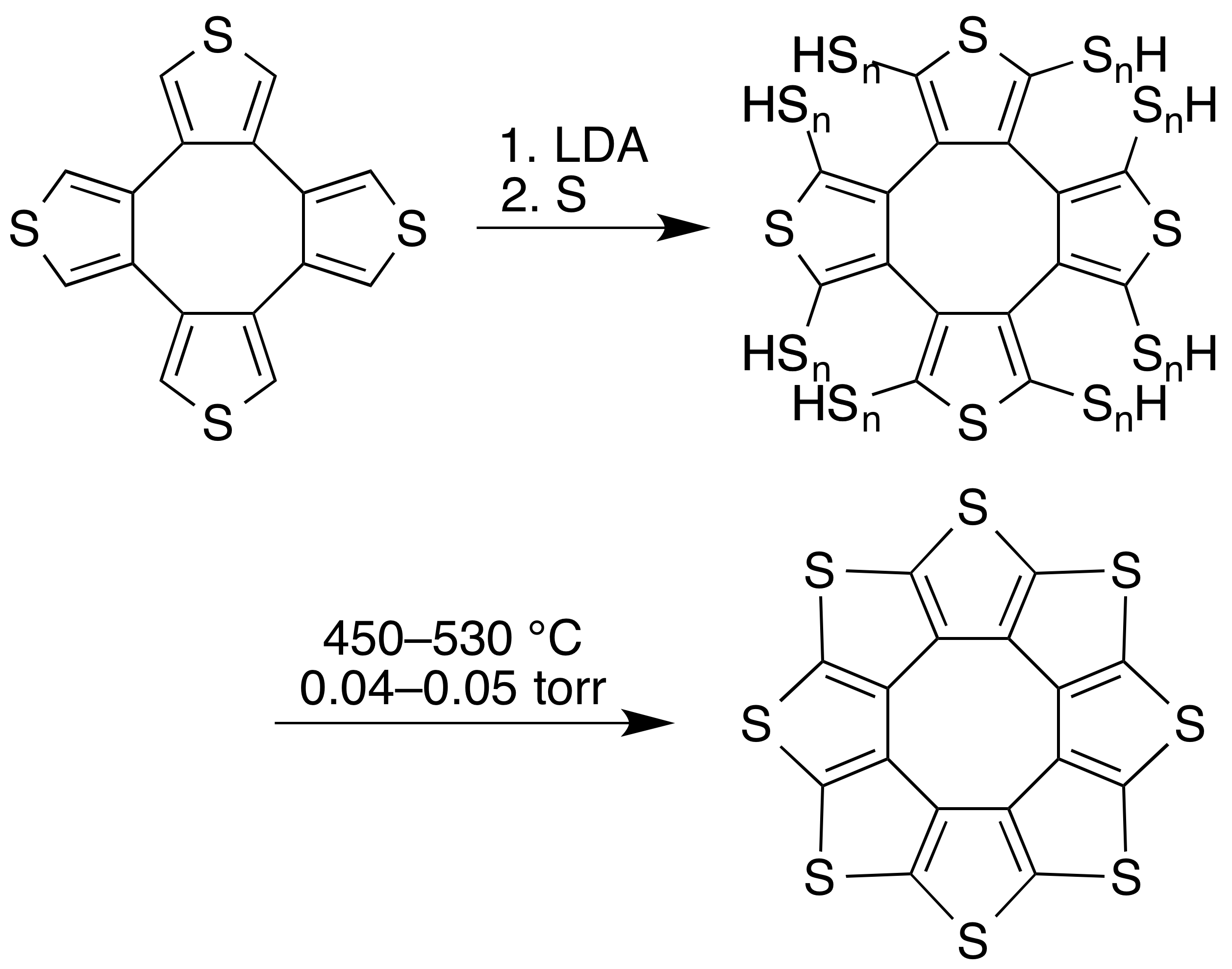
Oktatio[8]cirkulén előállítása tetratiofénből.

Ez a Baird-szabály szerint aromás vegyület érdekes elektrokémiai, elektrokromatikai és elektronikai tulajdonságokkal rendelkezik, különböző alkalmazási lehetőségekkel.
Az oktatio[8]cirkulén tökéletesen síkalkatú és molekulaoszlopokban kristályosodik:

## Egyéb virágmolekulák

### Kénvirágok
2017-ben Dong et al. beszámoltak egy kénnel körülvett policiklusos aromásszénhidrogén-származékról, melyet „új generációs kénvirágnak” neveztek el. Ebben diszulfidegységek alkotnak perifériát a koronénmag körül. Alkalmas katód lehet lítium-kén akkumulátorokhoz nagy kapacitása (1872 C/g) és kapacitásállandósága (120 ciklus után 90%) miatt. A perszulfurált koronén amorf.
A legegyszerűbb lehetséges kénvirág, a perszulfurált benzol (C6S6) nem ismert.

### Oxigéntartalmú virágok
Nguyen 2021-ben oxigént és ként vegyesen tartalmazó virágmolekulákról írt. Feltételezte, hogy egy „oxigén-kén virág” a kénvirágok előállításához használható lehetséges szerkezet. A „nemplanaritási fokkal” összefügg az oxigén- és kénvirágok HOMO-LUMO különbsége. E szerkezetek sztérikus jellemzői a tiltott sáv modulációjára is irányíthatók. A tanulmány csak az oxigén- és a kénvirágokat tartalmazza. Az oxigénvirágok több (11–16), a kénvirágok kevesebb (6–11) csoportot tartalmaztak.
Az oxigénvirágok feszültsége 16 gyűrű esetén volt a legnagyobb (34 kcal/mol, 142 kJ/mol), 13 esetén a legkisebb (2 kcal/mol, 8 kJ/mol). A 13–15 gyűrűs oxigén- és a 8–10 gyűrűs kénvirágok HOMO-LUMO különbségei hasonlóak. A több gyűrűt tartalmazó szerkezetek tiltott sávja nagyobb. A két csoport gyűrűszám és polarizálhatóság közti kapcsolata igen erős ({\displaystyle R^{2}=0{,}99}).

### Szelénnel
A 8 tagú kén-szelén virág előállítható 4 tiofén- és 4 szelenoféngyűrűből, és a 8 tagú oxigén-kén virágtól eltérően és az oktatio[8]cirkulénhez hasonlóan síkalkatú.
A kén-szelén virág LUMO-energiája alacsonyabb a szelén- és a kénvirágokénál, a tiltottsáv-különbség nagyja a HOMO-szintből ered. Ezzel szemben az oxigén-kén virágok elektronikai tulajdonságai és polarizálhatósága az oxigén- és kénvirágoké átlagához közel van.

### Foszforvirágok
A foszfor a kénnel ellentétben további atomhoz tud kötni a két szénatom mellett. Legalább 2 π-konjugált foszforvirág ismert, ezek a C16(PH)8 és a C16(PF)8. Ezek szerves n-típusú félvezetők alapanyagai lehetnek. Átrendeződési energiájuk alacsony, elektronugrási sebességük magas.

## Fordítás
- Ez a szócikk részben vagy egészben  a   Sulflower című angol Wikipédia-szócikk ezen változatának fordításán alapul.  Az eredeti cikk szerkesztőit annak laptörténete sorolja fel. Ez a jelzés csupán a megfogalmazás eredetét és a szerzői jogokat jelzi, nem szolgál a cikkben szereplő információk forrásmegjelöléseként.
- Ez a szócikk részben vagy egészben  az   Octathio(8)circulène című francia Wikipédia-szócikk ezen változatának fordításán alapul.  Az eredeti cikk szerkesztőit annak laptörténete sorolja fel. Ez a jelzés csupán a megfogalmazás eredetét és a szerzői jogokat jelzi, nem szolgál a cikkben szereplő információk forrásmegjelöléseként.